# Karl-Arthur Arlamovsky
Karl-Arthur Arlamovsky (* 24. September 1972 in Wien) ist ein österreichisch-irischer Politiker (NEOS) und Rechtsanwalt. Arlamovsky war von Juni bis Oktober 2024 Abgeordneter zum österreichischen Nationalrat und war zuvor seit November 2020 von Wien entsandtes Mitglied des österreichischen Bundesrats.

## Werdegang
Karl-Arthur Arlamovsky wurde 1972 in Wien geboren und wuchs als österreichisch-irischer Doppelstaatsbürger in den Wiener Gemeindebezirken Ottakring, Landstraße, Währing und Döbling auf. Von 1978 bis 1982 besuchte er die Volksschule auf der Landstraße und in Währing, ehe er ans Döblinger Gymnasium ging, wo er 1990 die Matura mit ausgezeichnetem Erfolg ablegte. Direkt im Anschluss begann Arlamovsky das Studium der Rechtswissenschaften an der Rechtswissenschaftlichen Fakultät der Universität Wien sowie parallel dazu das Studium der Physik ebenfalls an der Universität Wien. Gleichzeitig leistete er im Jahr 1991 den Präsenzdienst beim Österreichischen Bundesheer ab.
1995 schloss Karl-Arthur Arlamovsky das Diplomstudium der Rechtswissenschaften mit der Sponsion zum Magister iuris ab und begann direkt daran anschließend das Doktoratsstudium der Rechtswissenschaften. 1999 schloss er sein Physik-Studium mit einer kernphysikalischen Diplomarbeit zum Thema „Radiocarbon dating of recent bone samples using the bomb peak“ ab und begann gleichzeitig auch in diesem Fach das Doktoratsstudium. 2004 schloss Arlamovsky das Doktoratsstudium der Rechtswissenschaften mit einer Dissertation zum Thema „Universitätsautonomie und Mitbestimmung“ ab und wurde zum Doktor der Rechtswissenschaften promoviert.
Noch im Jahr seines rechtswissenschaftlichen Doktoratsstudiums-Abschlusses legte Arlamovsky, der zuvor nach Absolvierung der Gerichtspraxis von 2000 bis 2004 Rechtsanwaltsanwärter bei Universitätsprofessor René Laurer gewesen war, die Rechtsanwaltsprüfung ab und wurde damit in Österreich zugelassener Rechtsanwalt. Gleichzeitig gründete er gemeinsam mit seinem Ausbildungsanwalt die Rechtsanwaltskanzlei Laurer & Arlamovsky Rechtsanwalts-Partnerschaft GmbH, die nunmehr als Arlamovsky Rechtsanwälte GmbH firmiert. Seit 2006 ist Karl-Arthur Arlamovsky darüber hinaus im Rahmen der Standesvertretung Prüfungskommissär der Rechtsanwaltskammer Wien bei Rechtsanwaltsprüfungen für das Fach Öffentliches Recht.

## Politischer Werdegang
Karl-Arthur Arlamovskys politische Wurzeln liegen in der Betätigung in der Hochschülervertretung. Ab 1994 war er in verschiedenen Wahlfunktionen in den Gremien der Österreichischen Hochschülerinnen- und Hochschülerschaft sowie im Akademischen Senat und im Senat der Universität Wien tätig. Von 1996 bis 1999 war er bildungspolitischer Referent im Bundesvorstand der Hochschülerschaftsfraktion AktionsGemeinschaft, von 1995 bis 1996 zudem Vorsitzender der permanenten Arbeitsgruppe für höhere Bildung der European Democrat Students.
Nach der Teilnahme an der Gründung der neuen Partei NEOS – Das Neue Österreich wurde Karl-Arthur Arlamovsky im Jahr 2013 Mitglied des erweiterten Vorstands der Partei sowie nach deren Einzug in den Nationalrat Rechtsberater des NEOS-Parlamentsklubs. Ab 2014 entsandte ihn NEOS als Vertreter in die Bundeswahlbehörde.
Die Presse beschrieb Arlamovsky 2013 als Mitglied eines „christlichen Flügels“ in der Partei, der im Ringen um ein Parteiprogramm etwa im Konflikt mit dem Abgeordneten Niko Alm liegen würde. So wolle der Parteiflügel die Eingetragene Partnerschaft statt der Ehe für alle zur Parteiposition machen. Bei der Nationalratswahl in Österreich 2019 kandidierte Karl-Arthur Arlamovsky auf dem ersten Listenplatz von NEOS im Regionalwahlkreis Wien Nord-West, konnte dort aber kein Grundmandat erreichen.
Nach der Wiener Landtags- und Gemeinderatswahl 2020 stand NEOS erstmals überhaupt in Österreich die Entsendung eines Mitglieds in den Bundesrat zu. Die Mitgliederversammlung von NEOS Wien nominierte am 17. November 2020 Arlamovsky für dieses Amt. Nach seiner Wahl durch den Wiener Landtag vertrat Karl-Arthur Arlamovsky daher als einziges NEOS-Mitglied das Bundesland Wien im österreichischen Bundesrat, der Länderkammer des österreichischen Parlaments. Ihm kam dabei aufgrund der Zusammensetzung des Bundesrats zum Zeitpunkt seiner Angelobung – 30 Bundesratsmitglieder wurden von den Regierungskoalitions-Parteien ÖVP und Grüne gestellt, 30 von den Oppositionsparteien SPÖ und FPÖ – bis nach der Landtagswahl in Oberösterreich 2021 eine entscheidende Stellung als 61. Mandatar in der Länderkammer zu.
Mit dem Wechsel des NEOS-Mandatars Helmut Brandstätter ins Europäische Parlament nach der Europawahl in Österreich 2024 rückte Arlamovsky für diesen im Juni 2024 in den Nationalrat nach. Seine Nachfolgerin im österreichischen Bundesrat wurde Manuela-Anna Sumah-Vospernik.

## Privatleben
Karl-Arthur Arlamovsky ist verheiratet und Vater einer Tochter und eines Sohnes.